# Bridget Jones : Folle de lui (film)
Cet article concerne le film. Pour le roman, voir Bridget Jones : Folle de lui.
Série Bridget Jones
Bridget Jones Baby
(2016)
Pour plus de détails, voir Fiche technique et Distribution.
Bridget Jones : Folle de lui (Bridget Jones: Mad About the Boy) est un film multinational réalisé par Michael Morris (en) et sorti en 2025. Il s'agit d'une adaptation du roman du même nom de Helen Fielding publié en 2013. C'est le 4e film mettant en scène le personnage de Bridget Jones incarné par Renée Zellweger.

## Synopsis
Bridget Jones, maintenant mère de Billy et Mabel, se prépare à sortir pour la première fois depuis des lustres. En attendant l’arrivée de Daniel Cleaver, qui fait du baby-sitting, Bridget décide presque de rester à la maison. Cependant, elle assiste à la célébration de la vie de son défunt mari, Mark Darcy, qui a été tué quatre ans plus tôt lors d’une mission humanitaire au Soudan. Elle passe la soirée tortueuse à accepter ses condoléances et à subir des pressions pour recommencer à sortir avec quelqu’un.

## Fiche technique
Sauf indication contraire, les informations mentionnées dans cette section peuvent être confirmées par la base de données cinématographiques IMDb,  présente dans la section « Liens externes ».
- Titre original : Bridget Jones: Mad About the Boy
- Réalisation : Michael Morris
- Scénario : Dan Mazer, Abi Morgan et Helen Fielding, d'après le roman Bridget Jones : Folle de lui de Helen Fielding
- Musique : N/A
- Décors : Kave Quinn
- Costumes : Molly Emma Rowe
- Photographie : Suzie Lavelle
- Montage : Mark Day
- Production : Tim Bevan, Eric Fellner et Jo Wallett

Productrices déléguées : Helen Fielding, Amelia Granger et Sarah Jane Wright
- Sociétés de production : Working Title Films, Studiocanal et Miramax
- Sociétés de distribution : Peacock (États-Unis, vidéo à la demande), Universal Pictures
- Budget : 50.000.000 $
- Pays de production :  Royaume-Uni,  France,  États-Unis
- Langue originale : anglais
- Format : couleur
- Genre : comédie romantique
- Dates de sortie[1] :
  - France : 12 février 2025
  - Royaume-Uni, Canada, États-Unis : 14 février 2025

## Distribution
- Renée Zellweger (VF : Odile Cohen) : Bridget Jones
- Hugh Grant (VF : Thibault de Montalembert) : Daniel Cleaver
- Emma Thompson (VF : Frédérique Tirmont) : Dr Rawlings
- Chiwetel Ejiofor (VF : Frantz Confiac) : M. Wallaker
- Leo Woodall (VF : Gauthier Battoue) : Roxster
- Colin Firth (VF : Christian Gonon) : Mark Darcy
- Jim Broadbent : Colin Jones
- Gemma Jones (VF : Colette Venhard) : Pamela Jones
- Isla Fisher : Rebecca
- Josette Simon (VF : Nicole Dogué) : Talitha
- Nico Parker (VF : Olenka Ilunga) : Chloe
- Leila Farzad (en) : Nicolette
- Sarah Solemani (VF : Stéphanie Hédin) : Miranda
- Sally Phillips : Sharon « Shazzer »
- Shirley Henderson : Jude
- James Callis (VF : Sébastien Desjours) : Tom
- Celia Imrie (VF : Frédérique Cantrel) : Una Alconbury
- Ian Midlane (en) : Paul
- Alessandro Bedetti : Enzo

 Source et légende : version française (VF) sur RS Doublage et le carton cinématographique du doublage français.

## Production

### Genèse et développement
En octobre 2022, l'auteure Helen Fielding annonce dans une interview pour Radio Times qu'une suite à Bridget Jones Baby est en développement.
En avril 2024, le projet est confirmé. Il est précisé qu'il s'agira d'une adaptation du 3e roman de la série littéraire de Helen Fielding, Bridget Jones : Folle de lui, alors que le précédent opus était librement adapté du quatrième roman de la franchise littéraire d'Helen Fielding intitulé Bridget Jones Baby : Le Journal (Bridget Jones's Baby: The Diaries), publié en 2016, soit un scénario original. Renée Zellweger, Hugh Grant et Emma Thompson sont confirmés pour reprendre leurs rôles, accompagnés de nouveaux venus comme Chiwetel Ejiofor et Leo Woodall. Michael Morris est annoncé à la réalisation, d'après un script écrit par Helen Fielding elle-même, assistée d'Abi Morgan et Dan Mazer. La production est assurée par Tim Bevan, Eric Fellner et Jo Wallett pour Working Title Films,. Miramax participe également au financement du film. En mai 2024, Isla Fisher, Josette Simon, Nico Parker ou encore Leila Farzad rejoignent la distribution. Les retours de Jim Broadbent, Gemma Jones, Sarah Solemani, Sally Phillips, Shirley Henderson et James Callis sont par ailleurs confirmés.

### Tournage
Le tournage débute le 10 mai 2024 dans les Sky Studios Elstree près de Londres,. Les prises de vues s'achèvent le 8 août 2024.

## Sortie et accueil
Le film est distribué par Universal Pictures dès le 14 février 2025 dans certains pays et sur Peacock sur le sol américain.